# HD 82741
HD 82741 är en ensam stjärna belägen i den södra delen av stjärnbilden Lodjuret. Den har en skenbar magnitud av ca 4,81 och är svagt synlig för blotta ögat där ljusföroreningar ej förekommer. Baserat på parallax Gaia Data Release 2 på ca 14,6 mas, beräknas den befinna sig på ett avstånd på ca 223 ljusår (ca 68 parsek) från solen. Den rör sig bort från solen med en heliocentrisk radialhastighet på ca 1 km/s.

## Egenskaper
HD 82741 är en gul jättestjärna av spektralklass G9.5 III F3-1 där suffixnoten markerar ett överskott av järn i dess atmosfär. Den ingår i den röda klumpen, vilket anger att den befinner sig på den horisontella jättegrenen och genererar energi genom termonukleär fusion av helium i dess kärna. Den har en massa som är ca 1,6 solmassor, en radie som är ca 11 solradier och har ca 59 gånger solens utstrålning av energi från dess fotosfär vid en effektiv temperatur av ca 4 800 K.